# Cattedrale dell'Assunzione (Majuro)
La cattedrale dell'Assunzione è la cattedrale cattolica e sede del prefetto apostolico delle Isole Marshall, si trova nella città di Majuro, nell'omonimo atollo, Repubblica delle Isole Marshall.
La chiesa è stata costruita nel 1898, dai missionari del Sacro Cuore di Gesù. Con la separazione delle Isole Marshall dalla allora diocesi delle Caroline e Isole Marshall, il 23 aprile del 1993 per volere di papa Giovanni Paolo II, la chiesa è stata eretta a cattedrale e sede della neo eretta prefettura apostolica.